# Marit Laurin
Marit Laurin, född 3 september 1904, död 12 juli 1988 i Järna, var en svensk lärare, antroposof och översättare som bland annat tolkade musik på svenska.  
Hon är bland annat känd för en tolkning av Parzival för barn och unga, som gavs ut på svenska 1983.
Boken har översatts till flera språk, bland annat tyska, ryska och norska. Den tyska upplagan publicerades 1986. Laurin har också översatt och bearbetat flera verk av Rudolf Steiner och Johann Wolfgang von Goethe på svenska.
Som antroposof var hon bland annat med och grundade Saltå by och Mikaelsgården i Järna. Hon verkade som lärare bland antroposoferna i Järna.

## Verk (urval)
- Parzival auf der Suche nach dem Gral, omskrivning på tyska av Wolfram von Eschenbach, Stuttgart, Verlag Freies Geistesleben, 1986, ISBN 3-7725-1592-4 . Med illustrationer av Alexander Reichstein . (Originalutgåva (svenska): Parsifal och vägen till Gral, Järna, Telleby Bokförlag, 1983, ISBN 91-85672-20-3 )